# ENGI
ENGI Co., Ltd. (株式会社エンギ Kabushiki-gaisha Enjin?), también conocido como Entertainment Graphic Innovation o Studio ENGI, es un estudio de animación japonés fundado por Kadokawa, Sammy Corporation y Ultra Super Pictures.

## Historia
El 4 de abril de 2018, Kadokawa estableció ENGI, mientras que Sammy Corporation y Ultra Super Pictures también invirtieron en la empresa. Comenzó sus funciones el 1 de junio de 2018. El estudio tiene su sede en Suginami, Tokio. El ex director representante de Qtec, Tohru Kajio, se desempeña como director representante de la nueva empresa. Los miembros de la junta incluyen a Hiroshi Horiuchi y Takeshi Kikuchi de Kadokawa, Shun'ichi Okabe de Glovision, subsidiaria de Kadokawa, y Ken'ichi Tokumura de Sammy Corporation.
ENGI es un estudio de animación que trabaja principalmente dentro de la industria del anime para sus accionistas Kadokawa, Sammy Corporation y Ultra Super Pictures, que incluyen, entre otros, producciones de televisión, animaciones de juegos, animaciones de Pachinko y películas teatrales. El estudio es responsable de producir el próximo anime de Kantai Collection.
El 25 de marzo de 2020, se anunció que ENGI abrió su segundo estudio ENGI Kurashiki Studio en Kurashiki, Okayama.

## Obras

### Series de televisión
| Año  | Título                                                                 | Director                        | Fecha de primera transmisión | Fecha de última transmisión | Eps. | Notas | Refs.                |
| ---- | ---------------------------------------------------------------------- | ------------------------------- | ---------------------------- | --------------------------- | ---- | --- | -------------------- |
| 2019 | Kemono Michi                                                           | Kazuya Miura                    | 2 de octubre de 2019         | 18 de diciembre de 2019     | 12   | Adaptación del manga escrito por Natsume Akatsuki.                                                                                      | [ 10 ]               |
| 2020 | Uzaki-chan wa Asobitai!                                                | Kazuya Miura                    | 10 de julio de 2020          | 25 de septiembre de 2020    | 12   | Adaptación del manga escrito e ilustrado por Take.                                                                                      | [ 11 ]               |
| 2021 | Kyōkyoku Shinka Shita Full Dive RPG ga Genjitsu Yorimo Kuso-Ge Dattara | Kazuya Miura                    | 7 de abril de 2021           | 23 de junio de 2021         | 12   | Adaptación de la novela ligera escrita por Light Tuchihi                                                                                | [ 12 ]               |
| 2021 | Tantei wa Mou, Shindeiru.                                              | Manabu Kurihara                 | 4 de julio de 2021           | 19 de septiembre de 2021    | 12   | Adaptación de la novela ligera escrita por Nigojuu e ilustrada por Umibouzu                                                             | [ 13 ]               |
| 2022 | Otome Game Sekai wa Mob ni Kibishii Sekai desu                         | Kazuya Miura Shin'ichi Fukumoto | 3 de abril de 2022           | 19 de junio de 2022         | 12   | Adaptación de la novela ligera escrita por Yomu Mishima e ilustrada por Monda.                                                          | [ 14 ] [ 15 ]        |
| 2022 | Shinmai Renkinjutsushi no Tenpo Keiei                                  | Hiroshi Ikehata                 | 3 de octubre de 2022         | 19 de diciembre de 2022     | 12   | Adaptación de la novela ligera escrita por Mizuho Itsuki e ilustrada por Fuumi.                                                         | [ 16 ]               |
| 2022 | Uzaki-chan wa Asobitai! ω                                              | Kazuya Miura                    | 1 de octubre de 2022         | 24 de diciembre de 2022     | 13   | Secuela de Uzaki-chan wa Asobitai!. | [ 17 ] [ 18 ]        |
| 2022 | Kantai Collection: Itsuka Ano Umi de                                   | Kazuya Miura                    | 4 de noviembre de 2022       | 25 de marzo de 2023         | 8    | Adaptación del videojuego del mismo nombre desarrollado por C2 y Kadokawa Games, y publicado por DMM.com. Secuela de Kantai Collection. | [ 19 ] [ 20 ]        |
| 2023 | Keiken Zumi na Kimi to, Keiken Zero na Ore ga, Otsukiai Suru Hanashi   | Hideaki Oba                     | 6 de octubre de 2023         | 22 de diciembre de 2023     | 12   | Adaptación de la novela ligera escrita por Makiko Nagaoka e ilustrada por magako.                                                       | [ 21 ] [ 22 ] [ 23 ] |
| 2024 | Unnamed Memory                                                         | Kazuya Miura                    | 9 de abril de 2024           | 25 de junio de 2024         | 12   | Adaptación de la novela ligera escrita por Kuji Furumiya e ilustrada por Chibi.                                                         | [ 24 ] [ 25 ] [ 26 ] |
| 2025 | Medalist                                                               | Yasutaka Yamamoto               | 5 de enero de 2025           | 30 de marzo de 2025         | 13   | Adaptación del manga escrito e ilustrado por Tsurumaikada.                                                                              | [ 27 ] [ 28 ] [ 29 ] |
| 2025 | Unnamed Memory Act.2                                                   | Kazuya Miura                    | 7 de enero de 2025           | 25 de marzo de 2025         | 12   | Secuela de Unnamed Memory. | [ 30 ] [ 31 ]        |
| 2026 | Medalist 2nd Season                                                    | Yasutaka Yamamoto               | Enero de 2026                | —                           | —    | Secuela de Medalist. | [ 32 ]               |
| 2026 | Tantei wa Mou, Shindeiru. Season 2                                     | Manabu Kurihara                 | 2026                         | —                           | —    | Secuela de Tantei wa Mou, Shindeiru..                                                                                                   | [ 33 ]               |

### Películas
| Año  | Título                                    | Director       | Fecha de lanzamiento | Duración | Notas                                                     | Refs.         |
| ---- | ----------------------------------------- | -------------- | -------------------- | -------- | --------------------------------------------------------- | ------------- |
| 2025 | Odekake Kozama Movie: Tokai no Otomodachi | Chihiro Kumano | 22 de agosto de 2025 | —        | Adaptación del manga escrito e ilustrado por Penguin Box. | [ 34 ] [ 35 ] |

### ONAs
| Año  | Título          | Director         | Fecha de primera transmisión | Fecha de última transmisión | Eps. | Notas                           | Refs.  |
| ---- | --------------- | ---------------- | ---------------------------- | --------------------------- | ---- | ------------------------------- | ------ |
| 2023 | Gamera: Rebirth | Hiroyuki Seshita | 7 de septiembre de 2023      | 7 de septiembre de 2023     | 6    | Basado en la franquicia Gamera. | [ 36 ] |